# Кубок володарів кубків 1961—1962
Кубок володарів кубків 1961—1962 — 2-ий розіграш Кубка володарів кубків УЄФА, європейського клубного турніру для переможців національних кубків. 

## Учасники
| №п/п | Клуб                   | Турнір                                                |
| ---- | ---------------------- | ----------------------------------------------------- |
| 1    | «Атлетіко»             | Володар Кубка Іспанії 1960—1961                       |
| 2    | «Лестер Сіті»          | Фіналіст Кубка Англії 1960—1961                       |
| 3    | «Фіорентіна»           | Володар Кубка Італії 1960—1961                        |
| 4    | «Уйпешт»               | Віце-чемпіон Угорщини 1960—1961 (кубок не проводився) |
| 5    | «Данфермлін Атлетік»   | Володар Кубка Шотландії 1960—1961                     |
| 6    | «Лейшойш»              | Володар Кубка Португалії 1960—1961                    |
| 7    | «Рапід»                | Володар Кубка Австрії 1960—1961                       |
| 8    | «Седан»                | Володар Кубка Франції 1960—1961                       |
| 9    | «Вердер»               | Володар Кубка ФРН 1961                                |
| 10   | «Динамо» (Жиліна)      | Фіналіст Кубка Чехословаччини 1960—1961               |
| 11   | «Мотор»                | Володар Кубка НДР 1960                                |
| 12   | «Вардар»               | Володар Кубка Югославії 1960—1961                     |
| 13   | «Ла Шо-де-Фон»         | Володар Кубка Швейцарії 1960—1961                     |
| 14   | «Аякс»                 | Володар Кубка Нідерландів 1960—1961                   |
| 15   | «Орхус»                | Володар Кубка Данії 1960—1961                         |
| 16   | «Спартак»              | Фіналіст Кубка Болгарії 1960—1961                     |
| 17   | «Прогресул»            | Володар Кубка Румунії 1959—1960                       |
| 18   | «Альянс»               | Володар Кубка Люксембургу 1960—1961                   |
| 19   | «Олімпіакос»           | Володар Кубка Греції 1960—1961                        |
| 20   | «Гленавон»             | Володар Кубка Північної Ірландії 1960—1961            |
| 21   | «Суонсі Сіті»          | Володар Кубка Уельсу 1960—1961                        |
| 22   | «Сент-Патрікс Атлетік» | Володар Кубка Ірландії 1960—1961                      |
| 23   | «Флоріана»             | Володар Кубка Мальти 1960—1961                        |

## Перший раунд
Команди Аякс, Вердер, Альянс (Дюделанж), Орхус, Прогресул, Вардар, Динамо (Жиліна), Олімпіакос, Фіорентіна пройшли до наступного раунду після жеребкування.
| Команда 1               | Заг. | Команда 2            | 1-й матч | 2-й матч |
| ----------------------- | ---- | -------------------- | -------- | -------- |
| 7 вересня/5 жовтня 1961 |      |                      |          |          |
| Ла-Шо-де-Фон            | 6:7  | Лейшойш              | 6:2      | 0:5      |
| 12/27 вересня 1961      |      |                      |          |          |
| Данфермлін Атлетік      | 8:1  | Сент-Патрікс Атлетік | 4:1      | 4:0      |
| 13/27 вересня 1961      |      |                      |          |          |
| Седан                   | 3:7  | Атлетіко (Мадрид)    | 2:3      | 1:4      |
| Гленавон                | 2:7  | Лестер Сіті          | 1:4      | 1:3      |
| Флоріана                | 4:15 | Уйпешт               | 2:5      | 2:10     |
| Рапід (Відень)          | 5:2  | Спартак (Варна)      | 0:0      | 5:2      |
| 16/18 жовтня 1961       |      |                      |          |          |
| Свонсі Сіті             | 3:7  | Мотор Єна            | 2:2      | 1:5      |

## Другий раунд
| Команда 1                   | Заг. | Команда 2         | 1-й матч | 2-й матч |
| --------------------------- | ---- | ----------------- | -------- | -------- |
| 25 жовтня/1 листопада 1961  |      |                   |          |          |
| Вердер                      | 5:2  | Орхус             | 2:0      | 3:2      |
| 25 жовтня/8 листопада 1961  |      |                   |          |          |
| Лестер Сіті                 | 1:3  | Атлетіко (Мадрид) | 1:1      | 0:2      |
| Данфермлін Атлетік          | 5:2  | Вардар            | 5:0      | 0:2      |
| 25 жовтня/22 листопада 1961 |      |                   |          |          |
| Фіорентіна                  | 9:3  | Рапід (Відень)    | 3:1      | 6:2      |
| 2/29 листопада 1961         |      |                   |          |          |
| Аякс                        | 3:4  | Уйпешт            | 2:1      | 1:3      |
| 22/30 листопада 1961        |      |                   |          |          |
| Олімпіакос                  | 2:4  | Динамо (Жиліна)   | 2:3      | 0:1      |
| 23/30 листопада 1961        |      |                   |          |          |
| Лейшойш                     | 2:1  | Прогресул         | 1:1      | 1:0      |
| 17/19 грудня 1961           |      |                   |          |          |
| Мотор Єна                   | 9:2  | Альянс (Дюделанж) | 7:0      | 2:2      |

## 1/4 фіналу
| Команда 1               | Заг. | Команда 2          | 1-й матч | 2-й матч |
| ----------------------- | ---- | ------------------ | -------- | -------- |
| 17 січня/28 лютого 1962 |      |                    |          |          |
| Вердер                  | 2:4  | Атлетіко (Мадрид)  | 1:1      | 1:3      |
| 13/20 лютого 1962       |      |                    |          |          |
| Уйпешт                  | 5:3  | Данфермлін Атлетік | 4:3      | 1:0      |
| 21/27 лютого 1962       |      |                    |          |          |
| Динамо (Жиліна)         | 3:4  | Фіорентіна         | 3:2      | 0:2      |
| 22/25 лютого 1962       |      |                    |          |          |
| Мотор Єна               | 4:2  | Лейшойш            | 1:1      | 3:1      |

## 1/2 фіналу
| Команда 1                 | Заг. | Команда 2         | 1-й матч | 2-й матч |
| ------------------------- | ---- | ----------------- | -------- | -------- |
| 21 березня/11 квітня 1962 |      |                   |          |          |
| Фіорентіна                | 3:0  | Уйпешт            | 2:0      | 1:0      |
| 28 березня/11 квітня 1962 |      |                   |          |          |
| Мотор Єна                 | 0:5  | Атлетіко (Мадрид) | 0:1      | 0:4      |

## Фінал
| 10 травня 1962 |

| Атлетіко (Мадрид) | 1:1      | Фіорентіна |
| ----------------- | -------- | ---------- |
| Пейро 11'         | Протокол | Хамрін 27' |

| Гемпден-Парк, Глазго Глядачів: 26 806 Арбітр: Тіні Вартон |

### Перегравання
| 5 вересня 1962 |

| Атлетіко (Мадрид)              | 3:0      | Фіорентіна |
| ------------------------------ | -------- | ---------- |
| Хонес 8' Мендоса 27' Пейро 59' | Протокол |            |

| Неккарштадіон, Штутгарт Глядачів: 38 120 Арбітр: Курт Тшеншер |

| Володар Кубка володарів кубків 1961—1962 |
| ---------------------------------------- |
| Іспанія                                  |
| Атлетіко (Мадрид) 1-й титул              |